# آدولف اچ. لوندین
آدولف اچ. لوندین (به سوئدی: Adolf H. Lundin) (زاده ۱۹ دسامبر ۱۹۳۲ - درگذشته ۳۰ سپتامبر ۲۰۰۶) کارآفرین، صنعتگر و مدیر ارشد اجرایی سوئدی بود، که در سال ۲۰۰۱ شرکت لوندین پترولیوم را تأسیس نمود. وی از کارمندان رویال داچ شل بود.